# المبادئ الخمسة
المبادئ الخمسة (بالسنسكريتية: pañcaśīla، وكذلك في البالية)، أو قواعد التدرّب الخمس هي من أهم نظام أخلاقي للبوذيين العلمانيين. تشكل هذا المبادئ القواعد الأخلاقية الأساسية التي يتبعها العلمانيون البوذيون. هذه المبادئ هي التزامات بالامتناع عن قتل الأحياء والسرقة والفاحشة الجنسية والكذب والسُّكر. وفي العقيدة البوذية أن هذه المبادئ تطور العقل والشخصية حتى تتقدم على طريق الاستنارة. تسمى هذه المبادئ أحيانًا مبادئ السرافاكايانا في التراث الماهاياني، لتقابل مبادئ البوديساتفا. تشكل المبادئ الخمسة الأساس لأجزاء كثيرة في العقيدة البوذية، سواء على المستوى العلماني أو الرهباني. أما عن مركزية هذه المبادئ في الأخلاق البوذية، فإنها تشبه في مركزيتها الوصايا العشر في الأديان الإبراهيمية أو القواعد الأخلاقية في الكونفوشيوسية. ارتبطت المبادئ الخمسة بالمسالك النفعية والواجبيّة والفضائلية إلى الأخلاق، ولكن مع حلول عام 2017، أُهمل هذا التصنيف في المصطلحات الغربية، وترك استخدامه العلماء. وقورنت هذه المبادئ أيضًا بحقوق الإنسان بسبب طبيعتها العالمية، ويقول بعض العلماء إنها يمكن أن تكمّل مفهوم حقوق الإنسان.
كانت المبادئ الخمسة شائعة في البيئة الدينية في الهند في القرن السادس قبل الميلاد، ولكن تركيز البوذا على الوعي في المبدأ الخامس كان فريدًا جديدًا. وتظهر النصوص البوذية القديمة أن المبادئ الخمسة نمت أهميتها حتى أصبحت شرط الالتحاق بالدين البوذي. عندما انتشرت البوذية في أماكن عديدة وبين شعوب كثيرة، اختلف دور المبادئ باختلاف الناس. ففي البلدان التي كانت البوذية فيها تنافس أديانًا أخرى، مثل الصين، تطور الخضوع الشعائري للمبادئ الخمسة إلى طقس انضمام يصبح بعده المرء بوذيًّا علمانيًّا. أما في البلدان الأخرى التي ليس فيها كثيرُ تنافس، مثل تايلند، فلم يكن للطقس أهمية كبيرة حتى يصبح الإنسان بوذيًّا، وقد اعتُبر كثير من الناس بوذيّين بالولادة.
ينبني اتباع المبادئ الخمسة والخضوع لها على مبدأ عدم الضرر (في البالية والسنسكريتية: أهيمسا). توصي شريعة بالي أن يقارن الإنسان نفسه بالآخرين، فإذا فعل هذا لم يضرّ أحدًا. فالرحمة والإيمان بالقصاص الكارمي أساس هذه المبادئ. يعدّ تعهّد المبادئ الخمسة شعيرة تعبدية نظامية للعلمانيين، سواء في البيوت وفي المعابد. ولكن المدى الذي التزم به الناس بهذه المبادئ اختلف باختلاف الزمان والمكان. يحفظ الناس المبادئ الخمسة بنيّة تطوير أنفسهم، ولكن أيضًا مخافة القيامة السيئة (حسب عقيدة التناسخ).
أول المبادئ الخمسة: تحريم القتل، يستوي في هذا قتل الإنسان وجميع الحيوانات. أوّلَ العلماء هذه النصوص البوذية على أنها معارضة لعقوبة الإعدام والانتحار والإجهاض والقتل الرحيم. أما على المستوى العملي، فلم تزل الكثير من الدول البوذية تطبق عقوبة الإعدام. أما الإجهاض، فتقف فيه الدول البوذية موقف الوسط، إذ تشجبه ولا تمنعه. ويؤوَّل موقف البوذية من العنف على أنه معارض لكل الحرب، ولكن بعض العلماء قالوا ببعض الاستثناءات. يحرّم المبدأ الثاني السرقة. يحرّم المبدأ الثالث الزنا بكل أشكاله، وهو ما يؤوله المعلمون في العصر الحديث على أنه تحمل المسؤولية الجنسية والالتزام طويل المدى. والمبدأ الرابع يحرّم الكذب سواء أكان منطوقًا أم مفعولًا، ومنه: الكلام البذيء والقاسي والسخرية. يحرّم المبدأ الخامس السُّكر، ويستوي في ذلك الكحول والمخدرات وغيرهما. تشجب النصوص البوذية القديمة الكحول دائمًا تقريبًا، وكذلك النصوص البوذية الصينية المتأخرة. يختلف الموقف البوذي من التدخين باختلاف الزمان والمكان، ولكنه بالعموم متساهل. في العصور الحديثة، شهدت الدول البوذية التقليدية حركات إحيائية لنشر المبادئ الخمسة. أما في الغرب، فللمبادئ الخمسة دور كبير في المنظمات البوذية. وقد أُدمجت المبادئ ببرامج تدريب اليقظة، وإن كان كثيرٌ من خبراء اليقظة لا يدعمون هذا المسلك بسبب ارتباط المبادئ الخمسة بالدين. ومؤخَّرًا استعملت كثير من برامج منع العنف هذه المبادئ.

## مكانتها في العقيدة البوذية
تصف النصوص المقدسة البوذية المبادئ الخمسة على أنها أخفّ نظام للأخلاق البوذية. وهي أهم نظام أخلاقي في البوذية، بالإضافة إلى القواعد الرهبانية. تشير كلمة سيلا إلى المبادئ البوذية، وتشمل المبادئ الخمسة. ولكنها تشير أيضًا إلى الفضيلة والأخلاق التي هي أساس الطريق الروحاني إلى الاستنارة، وهي أول الأشكال الثلاثة للتدرّب على الطريق. لذا، فالمبادئ هي قواعد أو أدلى إلى تطوير العقل والشخصية حتى يتقدم الإنسان على طريق الاستنارة. والمبادئ الخمسة جزءٌ من القول الصحيح والفعل الصحيح والعيش الصحيح، وهي عناصر في السبيل الثماني الكريم، وهو التعليم الذي يشكل لبّ البوذية. هذا ويُعتَقد أن الالتزام بالمبادئ الخمسة وعناصر سيلا الأخرى مفيد، إذ إنه يصنع كارما خيّرة. وتوصف المبادئ الخمسة بأنها قِيَم مجتمعية تصبغ المجتمع بالانسجام، أما خرق هذه المبادئ فهو هادم للمجتمع المنسجم. وفي النصوص البوذية أن المجتمع المثالي التقيّ هو المجتمع الذي يحافظ على هذه المبادئ.
بمقارنة أجزاء مختلفة من العقيدة البوذية، يظهر أن المبادئ الخمسة هي أساس المبادئ الثمانية، وهي مبادئ علمانية ولكنها أشدّ من المبادئ الخمسة، وتشبه المبادئ الرهبانية. والمبادئ الخمسة هي النصف الأول من المبادئ العشرة -أو الأحد عشر- التي يتبعها المرء حتى يصبح بوذا (بوذيساتفا)، وهو ما أشير إليه في سوترا البراهماجالا في التراث الماهاياني. وإذا قورنت هذه المبادئ العشرة بالمبادئ الخمسة، ظهر أن المبادئ الخمسة يشيهر إليها الماهايانيون باسم مبادئ السرافاكايانا، أو المبادئ التي يتبعها المرء حتى يصبح تلميذًا مستنيرًا (في السنسكريتية: أرهات، في البالية: أراهانت) لبوذا، لا ليصبح بوذا نفسه. تستلزم المبادئ العشرة -أو الأحد عشر- المبادئ الخمسة، وهي مبنية عليها جزئيًّا. وتظهر المبادئ الخمسة جزئيًّا في تعليمٍ يسمّى المسالك الخيرة العشرة للفعل، وهي موجودة في التيرافادا (في البالية: داسا كوسالا كاماباثا) والبوذية التبتية (في السنسكريتية: داسا كوسالا كارماباثا). أخيرًا، تشبه المبادئ الأربعة الأولى معظم المبادئ الأساسية للنظام الرهباني (في البالية: باراجيكا)، وقد يكون مؤثِّرًا في تطورها.
نهايةً، تشكّل المبادئ الخمسة أساس كل البوذية، وهذا يشبه الوصايا العشر في المسيحية واليهودية والقواعد الأخلاقية في الكونفوشيوسية.

## المبادئ
| المبدأ                         | الفضائل المصاحبة        | العلاقة بحقوق الإنسان |
| الامتناع عن قتل الكائنات الحية | الرفق والرحمة           | حق الحياة             |
| الامتناع عن السرقة             | الكرم والتخلّي           | حق التملّك             |
| الامتناع عن الفاحشة            | الالتزام وتقدير الإخلاص | حق الإخلاص في الزواج  |
| الامتناع عن الكذب              | الصدق والموثوقية        | حق الكرامة الإنسانية  |
| الامتناع عن السكر              | اليقظة والمسؤولية       | حق الأمن والأمان      |

يتكرر ذكر المبادئ الخمسة في النصوص البوذية القديمة. تعدّ هذه المبادئ أدوات لبناء شخصية خيرة، أو تعبيرًا عن هذه الشخصية. تصف شريعة بالي هذه المبادئ بأنها طريقة لمنع أذى النفس والآخرين. وتصفها بأنها هدايا للنفس والآخرين. وتزيد على هذا إذ تقول إن الناس الذين يحملونها سيكونون موثوقين في أي جماعة من الناس، وسيكون لهم ثراء وحسن سمعة، وسيموتون ميتة هادئة، ثُمّ يبعثون في الجنة أو يبعثون بشرًا. أما الحياة بخرق هذه المبادئ، فيلد المرء بعدها في مكان غير سعيد. تُفهَم هذه المبادئ على أنها المبادئ التي تحدد إنسانية الإنسان بالجسم والعقل.